# Cassiopea depressa
Cassiopea depressa is een schijfkwal uit de familie Cassiopeidae. De kwal komt uit het geslacht Cassiopea. 